# بتا-توکوترینول
بتا-توکوترینول (به انگلیسی: Beta-Tocotrienol) یک توکوترینول و عضوی از خانواده ویتامین E است.